# SuperSanremo 1991
SuperSanremo 1991 è un album compilation pubblicato nel marzo 1991 dall'etichetta discografica Fonit Cetra.
Si tratta di una delle tre raccolte contenenti brani partecipanti al Festival di Sanremo 1991.

## Tracce
1. Marco Masini - Perché lo fai
2. Raf - Oggi un Dio non ho
3. Mietta - Dubbi no
4. Umberto Tozzi - Gli altri siamo noi
5. Amedeo Minghi - Nenè
6. Grazia Di Michele - Se io fossi un uomo
7. Loredana Bertè - In questa città
8. Pierangelo Bertoli e Tazenda - Spunta la luna dal monte
9. Enzo Jannacci - La fotografia
10. Eduardo De Crescenzo - La musica va
11. Gianni Bella - La fila degli oleandri
12. Al Bano e Romina Power - Oggi sposi
13. Gianni Mazza - Il lazzo
14. Fandango - Che grossa nostalgia
15. Irene Fargo - La donna di Ibsen
16. Stefania La Fauci - Caramba
17. Rita Forte - È soltanto una canzone
18. Patrizia Bulgari - Giselle
19. Paola De Mas - Notte di periferia